# Ferdinand al II-lea de Aragon
Ferdinand al II-lea de Aragon (spaniolă Fernando II de Aragón y V de Castilla "el Católico", catalană Ferran II d'Aragó "el Catòlic"); (n. 10 martie 1452, Sos del Rey Católico⁠(d), Aragon, Spania – d. 23 ianuarie 1516, Casa de Santa María⁠(d), Extremadura, Spania) a fost rege al Aragonului (1479–1516), al Siciliei (1468–1516), al Neapolelui (1504–1516), Valenciei, Sardiniei și al Navarei, Conte de Barcelona, rege al Castiliei (1474-1504) și apoi regent al acestei țări din 1508 până la moartea sa.

## Guvernarea împreună cu Isabela
Ferdinand a primit împreună cu soția sa titlul de Reyes Católicos din partea Papei Alexandru al VI-lea, papă al cărui secularism, Isabela nu îl aproba. Pe lângă unificarea fizică a Spaniei, Ferdinand și Isabela au încercat să unifice religios regatul, prin intermediul romano-catolicismului. Inchiziția a fost instituționalizată ca parte a acestui proces. După o revoltă din 1499, Tratatul de la Granada a fost anulat, și în 1502 musulmanii au fost obligați să se convertească sau să plece din regat. Confesorul Isabelei, Cisneros, a fost numit arhiepiscop de Toledo. Acesta a jucat un rol important în programul de reabilitare a instituțiilor religioase din Spania, punând bazele viitoarei Contrareforme. În calitate de Cancelar, puterea lui a sporit treptat.
Ferdinand și Isabela creaseră un imperiu, iar în ultimii ani ai domniei lor s-au văzut presați de chestiuni de administrare și politică; erau preocupați de succesiune, astfel încât au încercat să lege coroana spaniolă de alte case regale din Europa. Din punct de vedere politic, asta se poate vedea din încercări de eliminare a influenței franceze, și de a uni întreaga Peninsulă Iberică. Până la începutul lui 1497 părea că toate piesele se potriveau: Juan, prinț de Asturia, moștenitorul tronului, s-a căsătorit cu Margareta de Austria, stabilind o legătură cu habsburgii. Fiica cea mare, Infanta Isabela, s-a căsătorit cu Manuel I al Portugaliei, iar Infanta Ioana s-a căsătorit cu alt prinț habsburg, Filip de Burgundia. Cu toate acestea, planurile lor pentru copii nu au dat roade. Juan a murit la scurt timp după ce s-a căsătorit; Isabela a murit la naștere și fiul ei Miguel a murit la vârsta de doi ani. Titlurile reginei Isabela au revenit fiicei sale Ioana cea Nebună, a cărui mariaj cu Filip cel Frumos a fost unul problematic. Isabela a murit în 1504 la Medina del Campo, înainte ca Filip și Ferdinand să devină inamici.

## După decesul Isabelei
După moartea Isabellei în 1504, regatul a fost preluat de fiica lor, Ioana. Ferdinand a servit ca regent al acesteia în timpul absenței sale în Țările de Jos. Ferdinand a încercat să-și păstreze domnia permanentă dar a fost respins de nobilimea castiliană și înlocuit cu soțul Ioanei, care a devenit Filip I al Castiliei. După moartea lui Filip, în 1506, Ioana s-a presupus că devenise instabil psihic, iar Ferdinand a preluat din nou regența, conducând prin Francisco Jiménez de Cisneros, cancelarul Regatului. Carol, fiul Ioanei, a devenit rege al Aragonului în 1516, împreună cu mama sa ca regina cu numele, după moartea lui Ferdinand.